# Sidi Ali Benyoub

Lage der Gemeinde in der Provinz Sidi Bel Abbès

Sidi Ali Benyoub, auch Sidi Ali Ben Youb (arabisch سيدي علي بن يوب, DMG Sīdī ʿAlī bin Yūb) ist eine Gemeinde im gleichnamigen Distrikt der Provinz Sidi Bel Abbès in Algerien. 

## Lage, Größe, Beschreibung
Sidi Ali Benyoub ist eine der 52 Gemeinden (baladiyya) in der Provinz (wilaya) Sidi Bel Abbès. Der Ort liegt im Nordwesten des Landes in der Gebirgskette des Tellatlas nahe der Mittelmeerküste und der Grenze zu Marokko und westlich der Landeshauptstadt Algier. Er hat eine Fläche von 133 km².
Westlich des Ortes verläuft in Süd-Nord-Richtung der Oued Mekerra, ein ephemerer Fluss, der in einem Wadi fließt. Als ephemeres Gewässer führt der Oued Mekerra nur kurzzeitig nach Niederschlagsereignissen Wasser. In Folge von Starkregenfällen kommt es häufig zu schweren Überschwemmungen in den flussabwärts gelegenen Gebieten. In Sidi Ali Benyoub befindet sich eine Messstation, in der Pegelstände und Abflüsse in das Wadi gemessen und dokumentiert werden.
Sidi Ali Benyoub ist auch unter dem Namen Chanzy bekannt. Während der französischen Besetzung Algeriens (1830–1962) war es gängige Praxis, dass Orte von den Besatzern umbenannt wurden und Namen siegreicher französischer Militärs erhielten, hier der General Alfred Chanzy (1823–1883).
Bis zu Algeriens Wiedererlangung seiner Unabhängigkeit am 5. Juli 1962 war Sidi Ali Benyoub französisches Staatsgebiet.
Bei der Volkszählung im Jahr 2008 hatte die Gemeinde 11.654 Einwohner (gegenüber 10.567 Einwohnern im Jahr 1998) und eine Bevölkerungsdichte von 87,6 Einwohnern pro Quadratkilometer.

## Infrastruktur
Westlich des Ortes verläuft die Nationalstraße N 95, die die Städte Hammam Bou Hadjar im Norden und El Biod im Süden verbindet. Von Sidi Ali Benyoub führt die Nationalstraße RN 17C nach Osten. Der Ort liegt an einer der wenigen Eisenbahnstrecken im Land, die nach Süden verlaufen.

## Persönlichkeiten
Algeriens führender Comic-Autor „Slim“ (eigentlich: Menouar Merabtene) wurde 1945 in Sidi Ali Benyoub geboren. In Polen und Frankreich ausgebildet, arbeitet er seit über 40 Jahren als Karikaturist für verschiedene Magazine und überregionale Tageszeitungen wie El Moudjahid oder L'Humanite und hat mehr als zehn Graphic Novels veröffentlicht.
Der französische Tennisspieler Jean-Baptiste Chanfreau wurde ebenfalls in dieser Stadt geboren.

## Weiterführende Literatur
- Jan C. Jansen: Erobern und Erinnern. Symbolpolitik, öffentlicher Raum und französischer Kolonialismus in Algerien 1830-1950 (= Studien zur Internationalen Geschichte. Band 31). Oldenbourg, 2013, ISBN 978-3-486-72361-8.